# 巩义东站
巩义东站是一个陇海铁路上的铁路车站，位于河南省巩义市站街镇，建于1909年，目前为四等站，邮政编码为451261。目前客运：办理旅客乘降；行李、包裹托运；货运：办理整车、零担货物发到；不办理罐装危险货物到达。